# ノルデスチ
ノルデスチ （Nordeste）- ノルヂスチ、ノルデステなど表記することもある。ブラジルでのポルトガル語の発音では「ノルジスチ」に近い。
- ポルトガル語で「北東部」の意。
- バイーア州(BA)、セルジッペ州(SE)、アラゴアス州(AL)、ペルナンブーコ州(PE)、パライーバ州(PB)、リオ・グランデ・ド・ノルテ州(RN)、セアラー州(CE)、ピアウイ州(PI)、マラニョン州(MA)から成る、ブラジルの北東部地域。
- ブラジルの北東部地域諸州の地域的かつ伝統的な系譜を引く音楽の総称。本項で詳述。

ノルデスチは、日本のブラジル音楽愛好家の間で使用される音楽ジャンル名の一つ。ただし、ブラジル本国での音楽用語としての使用はない（"Música Regional（地域的音楽）"や"Música tradicional（伝統的音楽）"といった表現はあるがノルデスチ地域限定という括りはない）。日本でブラジル音楽のジャンルの一つとして用語が使用され始めたのは1990年代初頭より興ったブラジル音楽ブームの頃からである。
土着的で生活感のある音楽で、独特の枯れた哀愁（サウダージ）を漂わせるものが多く、また、アフリカ系ブラジル人の割合が多い地域であることから、リズムの坩堝といった様相を呈している。

## 音楽的特徴
ノルデスチ地域の各地に根付く、古いヨーロッパ音楽、アフリカ音楽、インディオ音楽、またはそれらの混交、融合的な音楽の系譜を引くことで、総じてブラジル的古色や伝統、アイデンティティを醸し出す。総じて、旱魃の過酷な大地や風土、人種差別への哀愁、反権力の英雄を称える歌など脱中心的主張、生活観の戯曲化などが主題となり、訊く者にブラジル内陸部の赤茶けた大地を喚起させるような短調な曲が多い。また、様々な民俗的リズムを取り入れたダンサブルなものが多い。サンフォーナ、フォーリ、ピファノ、ザブンバ、ハベカ、パンデイロなど様々な民俗楽器が使用される。

## 他ジャンルとの区別
ブラジル音楽を紹介する各種媒体やCD店などでは、サンバ、ボサノヴァ、
MPB、と並んでノルデスチと章立てすることが多いが、1950年代以降のものは、ロックやジャズといった現代的な音楽との融合が進み、ロック(ホッキ)やMPB、ジャズなど他ジャンルと重複することがあり、ジャンルの境界を截分することは難しい。また、サンバも発祥はノルデスチ地域のサルバドール(BA)だと言われ、ノルデスチ出身のサンバミュージシャンも多く（ドリヴァル・カイーミなど）音楽に通低する思想性や出自を目安にサンビスタ（サンバをする人）であってもノルデスチに区分することもある。

## 下位ジャンル
個別には以下の、各地に残存する民俗的リズム、舞踏、歌謡、楽器などを冠したジャンル名と、その後発展、融合して成立したジャンルに細分化される。
狭義には、ノルデスチ地域の古典的な下位ジャンルのみを含み、通常の定義ではロック(ホッキ)など現代的な音楽と融合したものも含み、広義にはノルデスチ辺縁に位置するパラ州(PA)の音楽を含む（流行の伝播、人材の流通があるため）。

### 古典的な下位ジャンル（狭義で含まれるもの）
- カヴァリョ・マリーノ:カンピナグランデ(PB)周辺
- カポエイラのリズム:サルバドール(BA)周辺
- カボクリーニョス:レシフェ(PE)周辺
- コーコ:RN州からBA州沿海地方周辺
- シランダ:イタマラカ島(PE)周辺
- フォホー（ポルトガル語版、英語版）（ショッチ、シャシャード、バイオン、ピファノ等）:カルアル(PE)周辺
- フレヴォ:レシフェ(PE)周辺
- ブンバ・メウ・ボイ(ボイ、ボイ・ブンバ等):サン・ルイス(MA)周辺
- マラカトゥー:レシフェ(PE)周辺

### 現代的な下位ジャンル（通常の定義で含まれるもの）
- アシェ・ミュージック(アフォシェ等):サルバドール(BA)周辺
- トリオ・エレトリコ:サルバドール(BA)周辺
- マンギ・ビート:レシフェ(PE)周辺

### パラ州の下位ジャンル（広義で含まれるもの）
- カリンボー:ベレン(PA)周辺
- ブレガ:ベレン(PA)周辺
- ランバダ:ベレン(PA)周辺
- ルンドゥ:ベレン(PA)周辺

## 代表的音楽家
- ルイス・ゴンザーガ（Luiz Gonzaga、1912年12月13日 - 1989年8月2日）:エシュー(PE)出身。フォホー、ショッチ、バイオンなど。「バイオンの王様」。
- ジャクソン・ド・パンデイロ（Jackson do Pandeiro、1919年8月31日 - 1982年7月10日）:アラゴア・グランデ(PB)出身。コーコ、フォホーなど。「リズムの王様」。
- カピバ（Capiba、1904年10月28日 - 1997年12月31日）:スルビム(PE)出身。フレヴォの創始者。
- アントニオ・ノブレガ（Antônio Nóbrega、1952年5月2日 - ）:レシフェ:(PE)出身。フレヴォ、カバリョ・マリーノなど。
- ジェラルド・ヴァンドレー（Geraldo Vandré、1935年9月12日 - ）:ジョアン・ペッソア(PB)出身。ノルデスチ全般。
- アルセウ・ヴァレンサ（Alceu Valenèa、1946年7月1日 - ）:サン・ベント・ド・ウナ(PE)出身。ノルデスチ全般。
- ジェラルド・アゼヴェード（Geraldo Azevedo、1945年1月11日 - ）:ペトロリーナ(PE)出身。ノルデスチ全般。
- エルバ・ハマーリョ（Elba Ramalho、1951年8月17日 - ）:コンセイソン・ド・ピアンコー(PB)出身。フォホー、シャシャードなど。
- エドゥ・ロボ（Edu Lobo、1943年8月29日 - ）:リオデジャネイロ(RJ)出身。ノルデスチ全般。
- メストリ・アンブロージオ（Mestre Ambrósio、1992年 - ）:レシフェ(PE)中心に活動。シバを中心とするバンド。ノルデスチ全般。
- シコ・サイエンス（Chico Science、1966年3月13日 - 1997年2月2日）:レシフェ(PE)出身。マンギ・ビートなど。
- レニーニ（Lenine、1959年2月2日 - ）:レシフェ(PE)出身。
- ムンド・リヴリ・s/a（mundo livre s/a、1984年 - ）:レシフェ(PE)中心に活動。フレッヂ・04(Zero Quatro)を中心としたバンド。マンギ・ビートなど。
- エグベルト・ジスモンチ（Egberto Gismonti、1947年12月5日 - ）:カルモ(RJ)出身。フレヴォなど。ジャズ寄り。
- ナナ・ヴァスコンセロス（Naná Vasconcelos、1944年8？9？月2日 - ）:レシフェ(PE)出身。マラカトゥーなど。
- ファギネル（Fagner、1950年10月13日 - ）:オローシ(CE)出身。ノルデスチ全般。
- ノーヴォス・バイアーノス（Os Novos Baianos、1968？1969？年 - 1979年）:サルバドール(BA)中心に活動。モラエス・モレイラ、ペペウ・ゴメスを中心としたバンド。フレヴォなど。
- カルリーニョス・ブラウン（Carlinhos Brown、1964年11月23日 - ）:サルバドール(BA)出身。アフォシェなど。ロック（ホッキ）寄り。
- ダニエラ・メルクリ（Daniela Mercury、1965年7月28日 - ）:サルバドール(BA)出身。アシェなど。
- イヴェッチ・サンガロ（Ivete Sangalo、1972年5月27日 - ）:ジュアゼイロ(BA)出身。アシェなど。

## 音楽の背景
ノルデスチ音楽は、たとえそれが現代的なロックであれ、電子音であれ、ノルデスチ地域の風土、気質、歴史、伝統を色濃く醸し出すことで当地域のアイデンティティを謳歌する傾向があり、これはブラジル他地域にはあまり見られない特徴となっている。それ故、ノルデスチ音楽を理解することは、ノルデスチ地域の文化的気質(地域主義的側面)、植民地時代に先進地域だった歴史(歴史的側面)、民族音楽、あるいは祝祭時の舞踏として細々と受け継がれる諸々の民俗歌謡(民俗的側面)を理解することなしに成しえない。

### 地域主義的側面
伝統的歌謡を積極的に取り込み、また乾季の厳しい亜熱帯気候にある気候・風土・土地への哀愁(サウダージ)や奴隷制時代以降も尾を引く厳しい生活感を織り込むノルデスチ音楽の地域主義的側面は、アイデンティティや感情を言葉として表現するというこの地域が持つ文化的気質が音楽を通して表出したものとして理解される。
これは、大農園領主への反抗や悲哀と言った感情の爆発を主に詩という形で発露する文化が存在したことに起因すると考えられる。

また、ノルデスチ音楽にときおり見られる反権力、脱中心的性向は、植民地時代に経済的中心だった過去に比して、現代のノルデスチ地域は貧困に喘ぐ状態が長く続くというルサンチマン、並びに数度の独立運動が起こった地域主義的思想が背景にある。

### 歴史的側面
ブラジル音楽にとって、ノルデスチ音楽を取り入れることは、ブラジルの根源(Raize)を呼び覚ますこととブラジル人には理解される。

これは、ノルデスチ地域こそが植民地時代には首都(バイーア州サルバドール)もあった先進地域であり、ヨーロッパ諸文化を吸収・消化した草生期の伝統を未だに受け継いでいるという事実と、20世紀前半のブラジルのナショナルアイデンティティー確立期に、この地域からジルベルト・フレイレといった主導的学者たちを輩出したこと、国民的社会学者セルジオ・ブアルキ・ヂ・オランダがブラジルの根源(Raize do Brasil)としてこの地域を重視したことなどを考え合わせて理解される。

また、ノルデスチ音楽に顕著に見られるヨーロッパ音楽、アフリカ音楽、南米土着の音楽の混交および融合こそが脱植民地化したブラジル的なもの(サンバはアフリカ音楽的傾向が色濃い)として評価する向きがあり、これは、歴史的影響から他地域より多い黒人やインディオといった非ヨーロッパ人の割合が多いノルデスチ地域だからこそ、それぞれが独自の音楽的伝統をヨーロッパ音楽に融合しえたという側面がある。

### 民俗的側面
ノルデスチ音楽が直接に系譜を引く個々のルーツ音楽は、主に祝祭の音楽や舞踏として各地に残存しており、有名なバイーアのカーニバル(カルナヴァウ)、レシフェのカーニバル(カルナヴァウ)を中心にその他各地の小地域、民族、時には村落単位で個別に残存あるいは発展している。

サルヴァドール(BA)のカーニバル(カルナヴァウ)からはトリオ・エレトリコに代表される独特のフレヴォやアフォシェやアシェ・ミュージックが生まれ、レシフェ(PE)のカーニバル(カルナヴァウ)からはフレヴォやマンギ・ビートが新たに生まれた。ノルデスチ音楽のルーツは、現代の営みとしてノルデスチ各地の祝祭で新たに生み出されつつある。